# Jantina Tammes
Jantina "Tine" Tammes (jɑnˈtinaː ˈtinə ˈtɑməs; 23 de juny de 1871 – 20 de setembre de 1947) fou una botànica i genetista neerlandesa; i la primera professora de genètica als Països Baixos.

## Educació i infància
Va néixer el 23 de juny de 1871 a Groningen, Països Baixos. Era filla del fabricant de cacau Beerend Tammes i de Swaantje Pot. Tenia una germana i quatre germans, incloent l'advocat internacional Arnold Tammes.
Després de graduar-se a l'Institut de nenes de Groningen; va prendre classes particulars en matemàtica, física i química, matriculant-se a la Universitat de Groningen l'any 1890 com una d'onze alumnes femenines. Se li va permetre assistir a conferències, però no per fer cap examen, encara que se li va atorgar un diploma d'ensenyament.

## Carrera de recerques
L'any 1897, va ser nomenada ajudant de Jan Willem Moll, professor de botànica a la Universitat de Groningen. A través de la seva mediació, va ser convidada l'any 1898 per realitzar recerques, de diversos mesos, en el laboratori d'Hug de Vries, on va acabar sent nomenada professora adjunta de fisiologia vegetal en la recent fundada Universitat d'Amsterdam. Allà va treballar en assumptes de variabilitat, evolució biològica, i genètica. L'any 1901, va ser la primera dona als Països Baixos a ser-li atorgat una beca del Fons Buitenzorg per conduir recol·leccions botàniques a Java, una de les poques a aconseguir això sense tenir un doctorat. No obstant això, la seva mala salut li va impedir viatjar i Moll li va oferir un lloc no remunerat en el seu laboratori.
A la dècada següent, va publicar diversos treballs influents. A Die Periodicität morphologischer Erscheinungen bei den Pflanzen (La freqüència de fenòmens morfològics en plantes) va ser una de les primeres científics holandesos a informar de variabilitat, evolució i genètica. L'any 1907, va publicar Der Flachsstengel: Eine statistisch-anatomische Monographie (La tija de lli: Una monografia anatòmica estadística) on va utilitzar estadística i teoria de probabilitat per llançar llum sobre l'herència de trets genètics en el lli.
L'any 1911, va rebre un doctorat honorari en zoologia i botànica. A partir d'abril de 1912 va reemplaçar a Moll com a cap de microscòpia pràctica. L'any 1919 va ser nomenada professora extraordinària de variabilitat i genètica, la primera professora a Holanda en aquest camp de recerca.
De 1932 a 1943 Tammes va ser editora de la revista Genetica. També va ser activa a l'Associació Holandesa de Dones a l'Educació Superior (Vereniging van Vrouwen met Hogere Opleiding o VVAO) i una oponent oberta del principi de la Eugenèsia.
Va morir a Groningen el 1947.